# Остеобластома
Остеобластома — група пухлин, більшість з яких абсолютно доброякісні. За гістологічною структурою має велику схожість з остеоїд-остеомою, від якої відрізняється більшими розмірами (2-6 см) і тенденцією до прогресуючого зростання.

## Поширення
Захворюваність на остеобластому невелика і складає менше 1 % від загального числа первинних пухлин кісток (близько 3 % від доброякісних пухлин кісток). 70-90 % пацієнтів з остеобластомою — люди молодше 30 років. Чоловіки хворіють в два рази частіше за жінок.

## Симптоми
Пацієнти скаржаться на тупий біль, не такий інтенсивний, як при остеоїд-остеоми. М'які тканини над пухлиною болючі. При локалізації остеобластоми в хребті можливий розвиток функціонального сколіозу, поява м'язових судом, симптомів здавлення нервів. Найчастіше (30-50 % випадків) остеобластома локалізується в задній частині дужок і остистих відростках хребців. В інших випадках уражаються довгі трубчасті кістки, особливо нижніх кінцівок. Остеобластома стегна трапляється переважно в дистальній його частині. Макроскопічно пухлина складається з пухкої темно-червоної тканини, має чіткі контури, утворені кортикальним шаром кістки або окістям. Іноді в остеобластоми трапляються гроноподібні ділянки.